# Déshérence

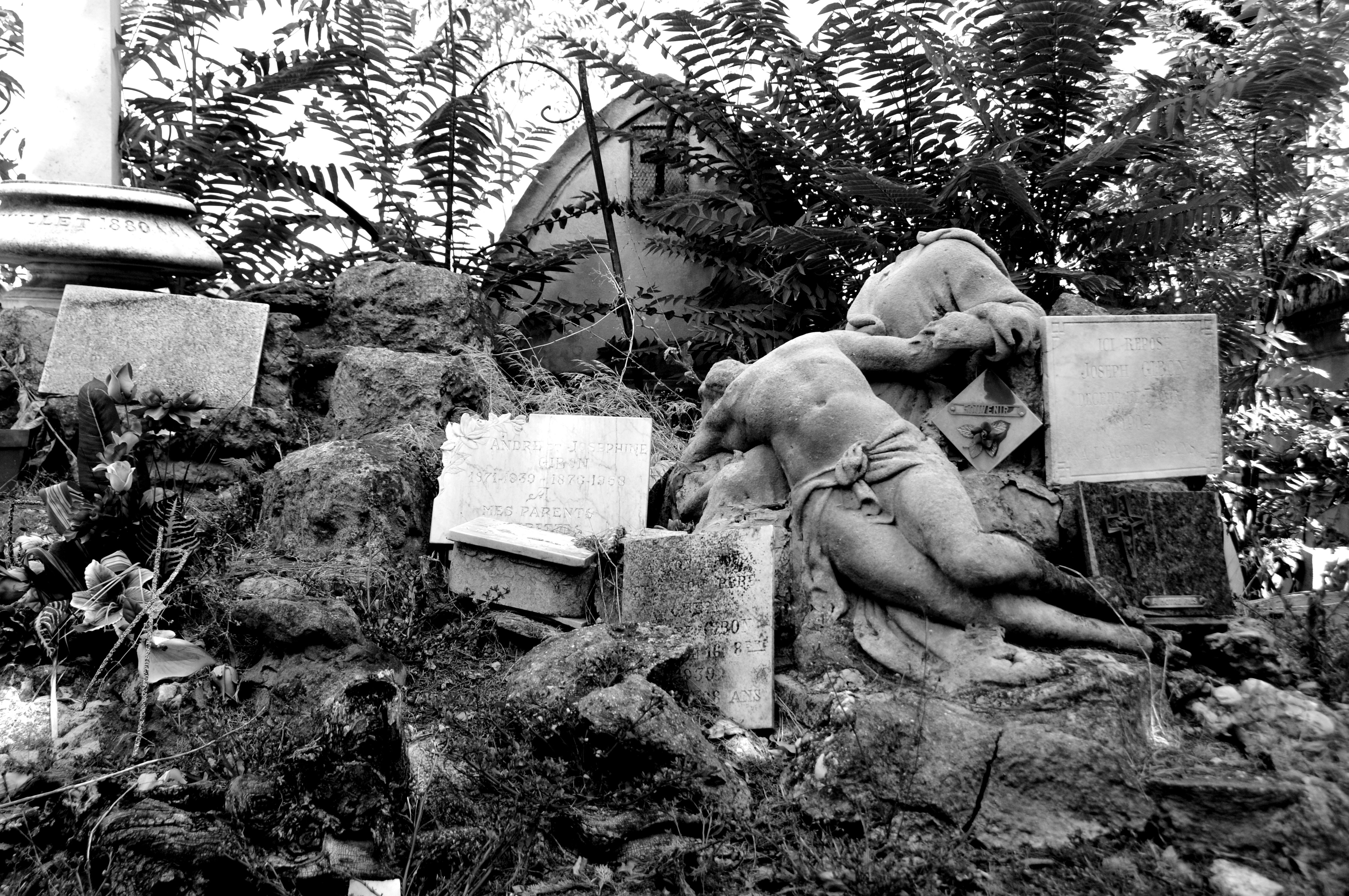
Exemple de tombe en déshérence.

La déshérence est la situation dans laquelle se trouve un bien ou un patrimoine lorsque son propriétaire est décédé sans laisser d'héritier connu.

## Application par système juridique

### Droit français
L'article 768 du Code civil français prévoit que l'État recueille les biens par voie de déshérence. Pour désigner une succession qui n'est réclamée par personne, on parle aussi de « succession vacante ».
La situation de déshérence apparaît lorsqu’un actif dûment répertorié (contrat d’assurance-vie, de prévoyance, compte bancaire, compte titre, gain de loterie, etc.) est non réclamé, faute de pouvoir en identifier le propriétaire.
Pour des raisons variées, la trace du légitime propriétaire a été perdue et les actifs devenus « orphelins » viennent ainsi grossir, temporairement ou définitivement, la famille grandissante des biens non réclamés.

### Droit belge
En droit civil belge aussi, l'État hérite par défaut en l'absence d'héritiers et légataires connus « après trois publications et affiches dans les formes usitées, et après avoir entendu le procureur du Roi ». L'envoi en possession doit dans ce cas être demandé au tribunal de la famille du lieu où la succession est ouverte. De plus, le code civil belge précise que l'État n'accepte la succession que sous bénéfice d'inventaire, c'est-à-dire que si après inventaire des biens du de cujus le solde de la succession s'avère négatif, l'État refusera la succession, dont l'actif contribuera à éponger le passif.

### Droit québécois
En droit québécois, l'article 696 du Code civil du Québec prévoit que l'État recueille la succession lorsque le défunt ne laisse ni conjoint ni parents au degré successible, ou que tous les successibles ont renoncé à la succession ou qu’aucun successible n’est connu ou ne la réclame.

### Common law
Dans les pays de common law, notamment le Canada à l'exception du Québec, la déshérence (anglais : escheat) transfère les biens immobiliers d'une personne décédée sans héritier à la Couronne (à l'État). Elle sert à s'assurer que la propriété n'est pas laissée dans les « limbes » sans propriété reconnue. Elle s'appliquait à l'origine à un certain nombre de situations dans lesquelles un intérêt juridique foncier était anéanti par l'effet de la loi, de sorte que la propriété de la terre revenait au seigneur féodal immédiatement supérieur.